# Arne Åström
Johan Arne Åström, född 27 juli 1921 i Degerfors socken, Västerbottens län, död i december 1993 i Bandhagen, var en svensk portier och målare.
Han var son till Arvid Åström och Hildur Zingmark. Åström studerade konst för Isaac Grünewald i början av 1940-talet. Han medverkade i Liljevalchs Stockholmssalonger. Hans konst består av landskapsmålningar och nonfigurativa målningar utförda i olja eller gouache. Åström är representerad i Stockholms kommun. 